# Phycus annulipes
Phycus annulipes är en tvåvingeart som beskrevs av Lyneborg 1978. Phycus annulipes ingår i släktet Phycus och familjen stilettflugor.
Artens utbredningsområde är Kenya. Inga underarter finns listade i Catalogue of Life.